# سعدان صوفي أصفر الذيل
سعدان صوفي أصفر الذيل (الاسم العلمي: Oreonax flavicauda) هو نوع من الحيوانات يتبع جنس سعدان الأوريناكس من فصيلة السعادين عنكبوتية.
يعيش فقط في البيرو.